# Грот, Джей-Рой
Джей-Рой Грот (нидерл. Jay-Roy Grot; 13 марта 1998 года, Арнем, Нидерланды) — нидерландский футболист, нападающий японского клуба «Касива Рейсол».

## Карьера
Грот является воспитанником НЕК, в академию которого он попал в 10 лет и закончил её в 2015 году, после чего заключил с клубом стандартный контракт на три года. В сезоне 2015/2016 стал активно привлекаться к тренировкам с основным составом. 12 августа 2015 года дебютировал в Эредивизи в поединке против «Эксельсиора», выйдя на замену на 86-й минуте вместо Кристиана Сантоса. Всего в дебютном сезоне провёл 10 встреч, появляясь преимущественно на последних минутах матчей.
Выступал за юношеские сборные Нидерландов до 17 и 18 лет. Участник чемпионата Европы 2015 года среди юношей до 17 лет. Сыграл на турнире все три встречи. Вместе со сборной занял третье место в группе и не попал в плей-офф.
В июле 2018 года перешёл на правах аренды в ВВВ-Венло.
28 июня 2019 года на правах аренды перешёл в «Витесс» до 30 июня 2020 года. 3 августа дебютировал в матче против «Аякса». Через неделю Грот забил свой первый гол в игре против  «Виллем II».
1 февраля 2021 года, в последний день зимнего трансферного окна, Грот подписал контракт со немецким клубом «Оснабрюк», согласовав контракт до лета 2022 года.
Покинув Оснабрюк, 6 июля 2021 года Грот подписал двухлетний контракт с датским клубом «Виборг».

## Клубная статистика
| Клуб               | Сезон      | Лига            | Лига  | Лига | Кубок | Кубок | Кубок лиги | Кубок лиги | Другое | Другое | Итог  | Итог |
| Клуб               | Сезон      | Дивизион        | Матчи | Голы | Матчи | Голы  | Матчи      | Голы       | Матчи  | Голы   | Матчи | Голы |
| ------------------ | ---------- | --------------- | ----- | ---- | ----- | ----- | ---------- | ---------- | ------ | ------ | ----- | ---- |
| НЕК                | 2015/16    | Эредивизи       | 10    | 0    | 0     | 0     | —          | —          | —      | —      | 10    | 0    |
| НЕК                | 2016/17    | Эредивизи       | 20    | 5    | 0     | 0     | —          | —          | 4      | 1      | 24    | 6    |
| НЕК                | 2017/18    | Первый дивизион | 1     | 0    | 0     | 0     | —          | —          | —      | —      | 1     | 0    |
| НЕК                | Итог       | Итог            | 31    | 5    | 0     | 0     | 0          | 0          | 4      | 1      | 35    | 6    |
| Лидс Юнайтед       | 2017/18    | Чемпионшип      | 20    | 1    | 1     | 0     | 2          | 0          | 0      | 0      | 23    | 402  |
| ВВВ-Венло (аренда) | 2018/19    | Эредивизи       | 33    | 6    | 1     | 0     | —          | —          | —      | —      | 34    | 6    |
| Витесс (аренда)    | 2019/20    | Эредивизи       | 22    | 2    | 3     | 0     | —          | —          | —      | —      | 25    | 2    |
| Общий итог         | Общий итог | Общий итог      | 106   | 14   | 5     | 0     | 2          | 0          | 4      | 1      | 117   | 15   |

1. ↑  Матчи в плей-офф за сохранения прописки в Эредивизи